# Al Baytstadion
Het Al Baytstadion (Arabisch: استاد البيت) is een multifunctioneel stadion in Al Khawr (Al Khor), een plaats in Qatar. Het stadion wordt naar de plaats ook wel Al Khorstadion genoemd. De opening stond aanvankelijk gepland voor februari 2021. Uiteindelijk vond de opening plaats op 30 november 2021.

## Ontwerp en bouw
De bouwplannen voor dit stadion stammen uit 2014. De bouw zelf begon in 2014, als een van de eerste van de stadions die moesten worden gebouwd voor het wereldkampioenschap voetbal van 2022. De opening van het stadion zou in 2018 zijn, maar dit werd uitgesteld. Het stadion lijkt op een bedoeïenentent, verwijzend naar de Bedoeïenen, die in dat gebied leven en die vaak in die tenten wonen. De kleuren die gebruikt zijn wit, rood en zwart. Ook de naam van het stadion verwijst naar deze tent, bayt al sha’ar. Het dak van het stadion is zo gebouwd dat het in 20 minuten gesloten kan worden. Er kunnen tijdens het wereldkampioenschap 68.895 toeschouwers in. Na dat toernooi wordt dat aantal teruggebracht tot 32.000.

## Gebruik
Het werd direct na de opening gebruikt voor de FIFA Arab Cup 2021. Er werden drie groepswedstrijden gespeeld, een kwartfinale en de finale tussen Tunesië en Algerije. De voetbalclub Al-Khor moet gebruik gaan maken van het stadion.

### Wereldkampioenschap voetbal 2022
Tijdens het wereldkampioenschap voetbal zullen negen wedstrijden in dit stadion gespeeld worden, waaronder de openingswedstrijd en een van de halve finales. Ook was in dit stadion, voorafgaand aan de openingswedstrijd, de openingsceremonie van het wereldkampioenschap.
| Datum            | Tijd (UTC+3) | Thuisteam  | Uitslag | Uitteam          | Fase           | Toeschouwers | Onderling resultaat |
| ---------------- | ------------ | ---------- | ------- | ---------------- | -------------- | ------------ | ------------------- |
| 20 november 2022 | 19:00        | Qatar      | 0–2     | Ecuador          | Groepsfase     | 67.372       | onderling resultaat |
| 23 november 2022 | 13:00        | Marokko    | 0–0     | Kroatië          | Groepsfase     | 59.407       | onderling resultaat |
| 25 november 2022 | 22:00        | Engeland   | 0–0     | Verenigde Staten | Groepsfase     | 68.463       | onderling resultaat |
| 27 november 2022 | 22:00        | Spanje     | 1–1     | Duitsland        | Groepsfase     | 68.895       | onderling resultaat |
| 29 november 2022 | 18:00        | Nederland  | 2–0     | Qatar            | Groepsfase     | 66.784       | onderling resultaat |
| 1 december 2022  | 22:00        | Costa Rica | 2–4     | Duitsland        | Groepsfase     | 67.054       | onderling resultaat |
| 4 december 2022  | 22:00        | Engeland   | 3–0     | Senegal          | Achtste finale | 65.985       | onderling resultaat |
| 10 december 2022 | 22:00        | Engeland   | 1–2     | Frankrijk        | Kwartfinale    | 68.895       | onderling resultaat |
| 14 december 2022 | 22:00        | Frankrijk  | 2–0     | Marokko          | Halve finale   | 68.294       | onderling resultaat |

### Aziatisch kampioenschap voetbal 2023
Tijdens het Aziatisch kampioenschap voetbal worden er vier wedstrijden in dit stadion gespeeld, twee groepswedstrijden, een achtste finale en een kwartfinale.
| Datum           | Tijd  | Thuisteam    | Uitslag | Uitteam     | Competitie     | Toeschouwers | Onderlingsresultaat |
| --------------- | ----- | ------------ | ------- | ----------- | -------------- | ------------ | ------------------- |
| 17 januari 2024 | 14:30 | Tadzjikistan | 0–1     | Qatar       | Groepsfase     | 57.460       | onderling resultaat |
| 23 januari 2024 | 14:30 | India        | 1–0     | Syrië       | Groepsfase     | 42.787       | onderling resultaat |
| 29 januari 2024 | 19:00 | Qatar        | 2–1     | Palestina   | Achtste finale | 63.753       | onderling resultaat |
| 3 februari 2024 | 18:30 | Qatar        | 1–1     | Oezbekistan | Kwartfinale    | 58.791       | onderling resultaat |

Lusailstadion (Lusail) · Al Baytstadion (Al Khawr) · Al Thumamastadion (Doha) · Stadion 974 (Doha) · Al Janoubstadion (Al Wakrah) · Education Citystadion (Al Rayyan) · Khalifastadion (Al Rayyan) · Al Rayyanstadion (Al Rayyan)